# John Gathorne-Hardy, II conte di Cranbrook
John Stewart Gathorne-Hardy, II conte di Cranbrook (22 marzo 1839 – 13 luglio 1911), è stato un politico inglese.

## Biografia
Era il figlio maggiore di Gathorne Gathorne-Hardy, I conte di Cranbrook, e di sua moglie, Jane Orr. Assunse il cognome di "Gathorne" grazie a una licenza reale nel 1878. 

## Carriera
Cranbrook è stato eletto alla Camera dei comuni per Rye (1868-1880), per Mid Kent (1884-1885) e Medway (1885-1892). Nel 1906 successe al padre come conte di Cranbrook e prese posto nella Camera dei lord.
Raggiunse il grado di tenente al servizio della Rifle Brigade.

## Matrimonio
Sposò, il 12 giugno 1867 a Plaxtol, Cicely Marguerite Wilhelmina Ridgway (?-20 febbraio 1931), figlia di Joseph Ridgway. Ebbero sette figli:
- Lady Selina Marguerite Gathorne-Hardy (1870-29 maggio 1934), sposò Reginald Hughes-D'Aeth, ebbero due figli;
- Gathorne Gathorne-Hardy, III conte di Cranbrook (18 dicembre 1870-23 dicembre 1915);
- Lady Jane Ethel Gathorne-Hardy (1872-26 gennaio 1943);
- Sir John Francis Gathorne-Hardy (14 gennaio 1874-21 agosto 1949), sposò Lady Isobel Constance Mary Stanley, ebbero una figlia;
- Ralph Cecil Nord Gathorne-Hardy (19 marzo 1876-30 dicembre 1911);
- Nigel Charles Gathorne-Hardy (31 marzo 1880-17 dicembre 1958), sposò Doris Cecilia Featherstone Johnston, ebbero due figli;
- Lady Dorothy Milner Gathorne-Hardy (1889-21 febbraio 1977), sposò Rupert D'Oyly Carte, ebbero una figlia.

## Morte
Morì il 13 luglio 1911, all'età di 72 anni.